# Políptot
El políptot o políptoton és una figura retòrica que consisteix a fer servir una mateixa paraula amb diferents morfemes flexius. Prové del mot compost grec antic de πολύς = molt i πτῶσις = cas.

## Exemples
- Visc avui, visquí ahir i sembla que viuré sempre.
- Homo homini lupus est, l'home és un llop per l'home
- vanitas vanitatum et omnia vanitas
- Quis custodiet ipsos custodes?
- Proas ab proas los vaxels s'encontravan

y los coltells dins coltells percudian,

homens ab homens cruelment se batien

y axi los uns als altres derrocaven.
No s'ha de confondre amb la derivació, que consisteix a fer servir paraules diferents que tenen un mateix lexema i diferents morfemes derivatius. Exemple: Hem enterrat el gos a terra al soterrani